# Glükón (szobrász)

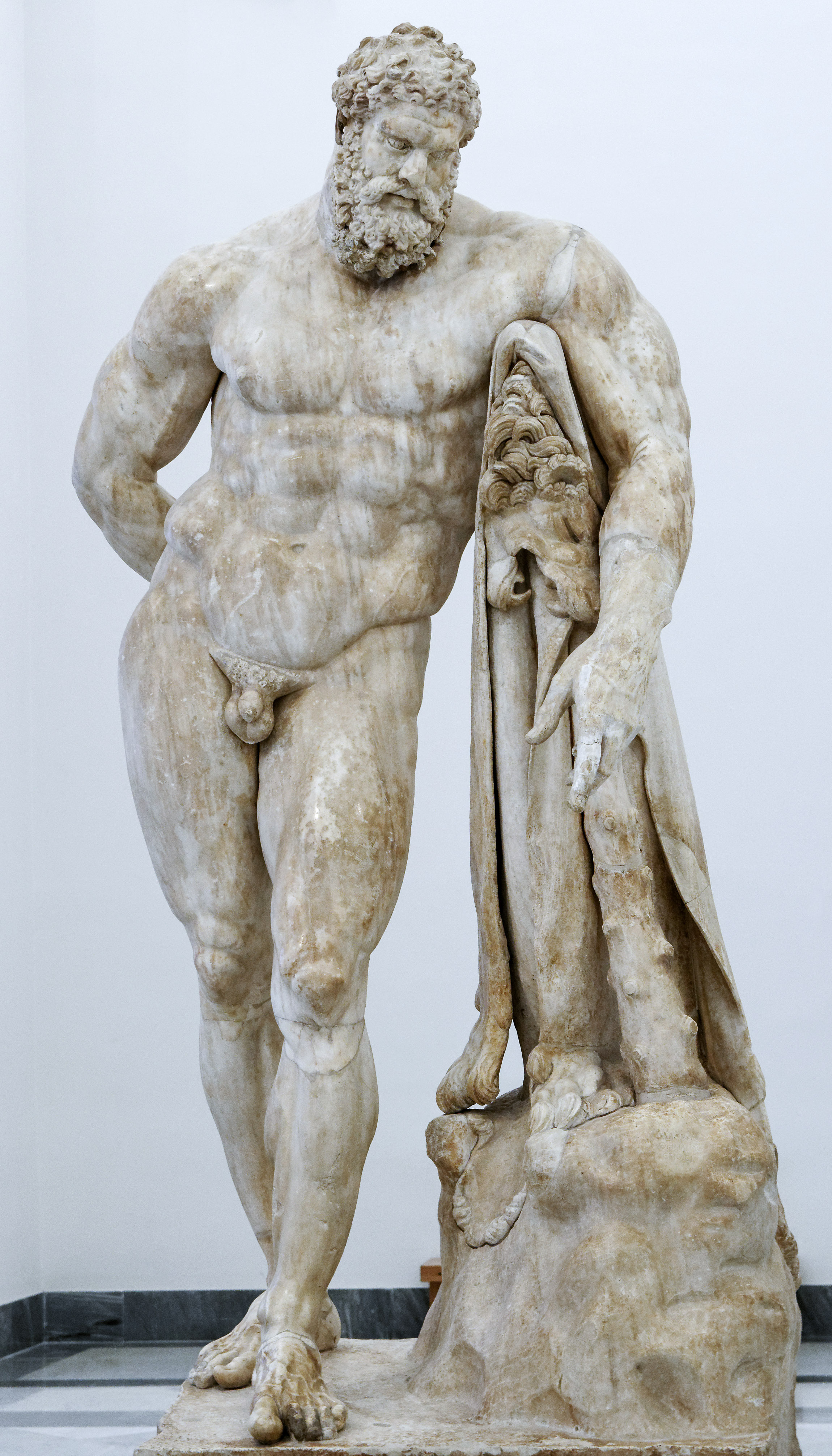
A Farnese Hercules

Glükón (Kr. e. 1. század) görög szobrász.
Athénben élt és alkotott, egyetlen fennmaradt műve a Farnese-Hercules. A szobor Caracalla római császár idején került Rómába és az ő fürdőiben volt felállítva.